# Dean Kamen
Dean Kamen (5 de abril de 1951) es un empresario e inventor estadounidense, creador del Segway y el iBOT. También es fundador de FIRST.

## Invenciones
Probablemente la invención por la que Dean Kamen sea más conocido sea el Segway, un vehículo de transporte ligero giroscópico y eléctrico de dos ruedas, con autobalanceo controlado por ordenador.
Kamen también es co-inventor del iBOT, una silla de ruedas todo terreno que también utiliza un giróscopo eléctrico con autobalanceo controlado por ordenador.
Es fundador de FIRST, cuyos programas están enfocados a enseñar las aplicaciones de ciencia y tecnología a jóvenes desde preescolar hasta el 12° grado.